# Rejon Gagra
Rejon Gagra (abch. Гагра араион, Gagra araion; ros. Гагрский район, Gagrskij rajon) – jednostka administracyjna Abchazji. De iure jeden z 6 rejonów Autonomicznej Republiki Abchazji wchodzącej w skład Gruzji, de facto jeden z 7 rejonów Republiki Abchazji. Stolicą rejonu jest Gagra, oddalona od rosyjskiej granicy o 25 km, zaś od Suchumi o 90 km.

## Położenie
Rejon położony jest w północno-zachodniej części Abchazji. Na północy i zachodzie, graniczna rzeka Psou oddziela rejon od Rosji, a dokładniej od Kraju Krasnodarskiego. Na wschodzie rejon graniczy z abchaskim rejonem Gudauta. Południowa zaś część, to liczące 53 km wybrzeże Morza Czarnego.

## Miejscowości
W rejonie położone są 2 miasta: Gagra i Picunda i 2 osiedla typu miejskiego: Candrypsz i Bzyp, Resztę stanowią wioski w tym główne z nich to: Alahadzy, Amzara, Bagrypsta, Chyszłyharypsz, Giaczrypsz, Haszpsy, Ldzaa, Mahadyr, Mkialrypsz, Psachara.

## Ludność
Na podstawie spisu ludności z 2011 rejon Gagra zamieszkuje 40 217 ludzi następujących narodowości:
- Abchazi – 15 482 (38,5%)
- Ormianie – 15 422 (38,3%)
- Rosjanie – 6334 (15,7%)
- Gruzini – 1003 (2,5%)
- Ukraińcy – 529 (1,3%)
- Grecy – 259 (0,6%)

## Turystyka
W rejonie Gagra znajdują się:
- Jaskinia Krubera
- Katedra św. Andrzeja w Picundzie (X w.)
- ruiny bazyliki w Candrypsz (VI–VIII w.)
- ruiny fortecy Abaata (IV–V w.) i cerkiew Najświętszej Bogurodzicy w Gagrze (VI w.)
- twierdza i cerkiew w Bzypie (X w.)